# Raffaele Pontecorvo
Raffaele Pontecorvo (Roma, 6 marzo 1913 – Torino, 6 maggio 1983) è stato un pittore italiano.

## Recensioni artistiche
I critici d'arte che si sono occupati di Raffaele Pontecorvo hanno affermato che approdò relativamente tardi alla pittura, verso la fine degli anni '30. 
Lo straordinario talento naturale per il disegno venne da subito notato, ma non rivelò immediatamente il suo codice e, agli esordi, faticò molto a trovare la misura di una poesia intensamente crescente, ma ancora priva di un linguaggio personale. Un senso estremo della carriera di Pontecorvo, nella ricerca di un linguaggio pittorico proprio, fu la distruzione sistematica di un gran numero di tele tra il 1939 e il 1943, in cui salvò le opere che presentavano i temi fondamentali e imprescindibili della sua pittura.
 Seppe da subito affermare i caratteri di una personalità e di un temperamento estroso che lo fece diventare molto noto a Torino. Continuò ininterrottamente l'attività artistica nel suo studio in piazza Carignano (successivamente spostato in via Della Rocca) e, grazie alla sua maestria indiscussa nel disegno, attirò molti allievi che lo considerarono un insegnante a tutti gli effetti e dal 1950 al 1981 insegnò figura al Liceo Artistico Vittorio Veneto. Accanto alla pittura un ruolo importante ebbero le sue opere grafiche: di grande rilievo furono le litografie prodotte all'inizio degli anni '70.

## Mostre
Partecipò ad innumerevoli mostre, sia personali che collettive. La prima mostra collettiva fu quella ad Orvieto nel 1942 e, tre anni dopo, nel 1945 organizzò la sua prima personale nel capoluogo piemontese. Fece circa 20 mostre personali, tra cui una tenutasi alla Galleria Davico di Silvano Gherlone nel 1972 e una alla Galleria d'Arte La Cittadella nel 1974, dove collaborò con l'amico gallerista e pittore Riccardo Taliano. 